# Polistinae

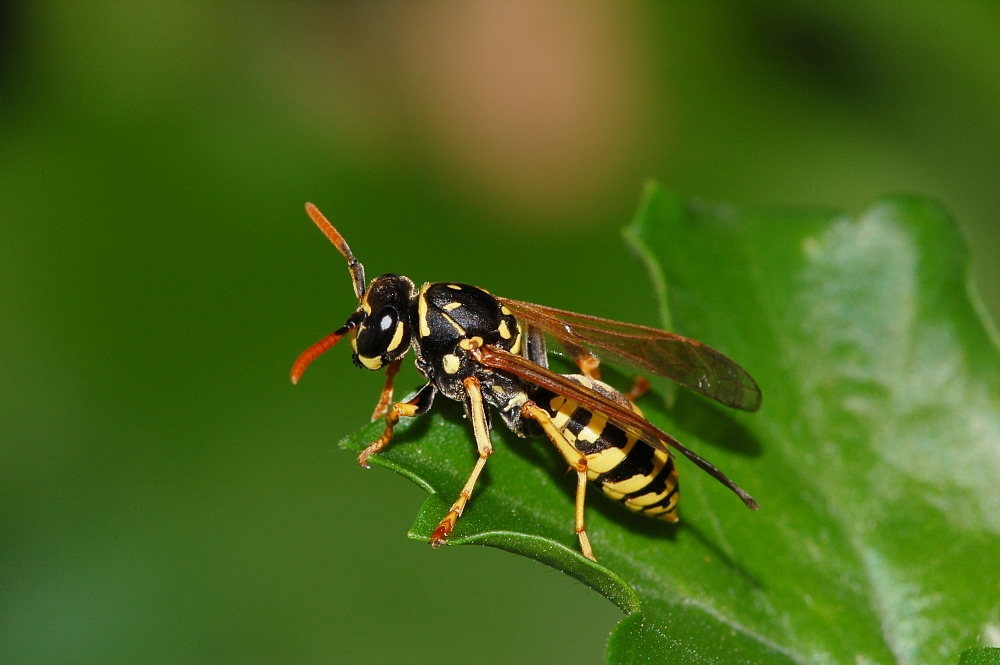
Polistes dominulus

Polistinae este o subfamilie taxonomică de Vespidae. Ea cuprinde ca. 630 de specii. Cele mai multe specii trăiesc în regiunile calde tropicale și subtropicale. Din punct de vedere morfologic și ca comportament, speciile din subfamilia Polistinae sunt asemănătoare cu cele din subfamilia Vespinae. Ele construiesc la fel cuiburi din celuză, lemn sau argilă.

## Sistematică

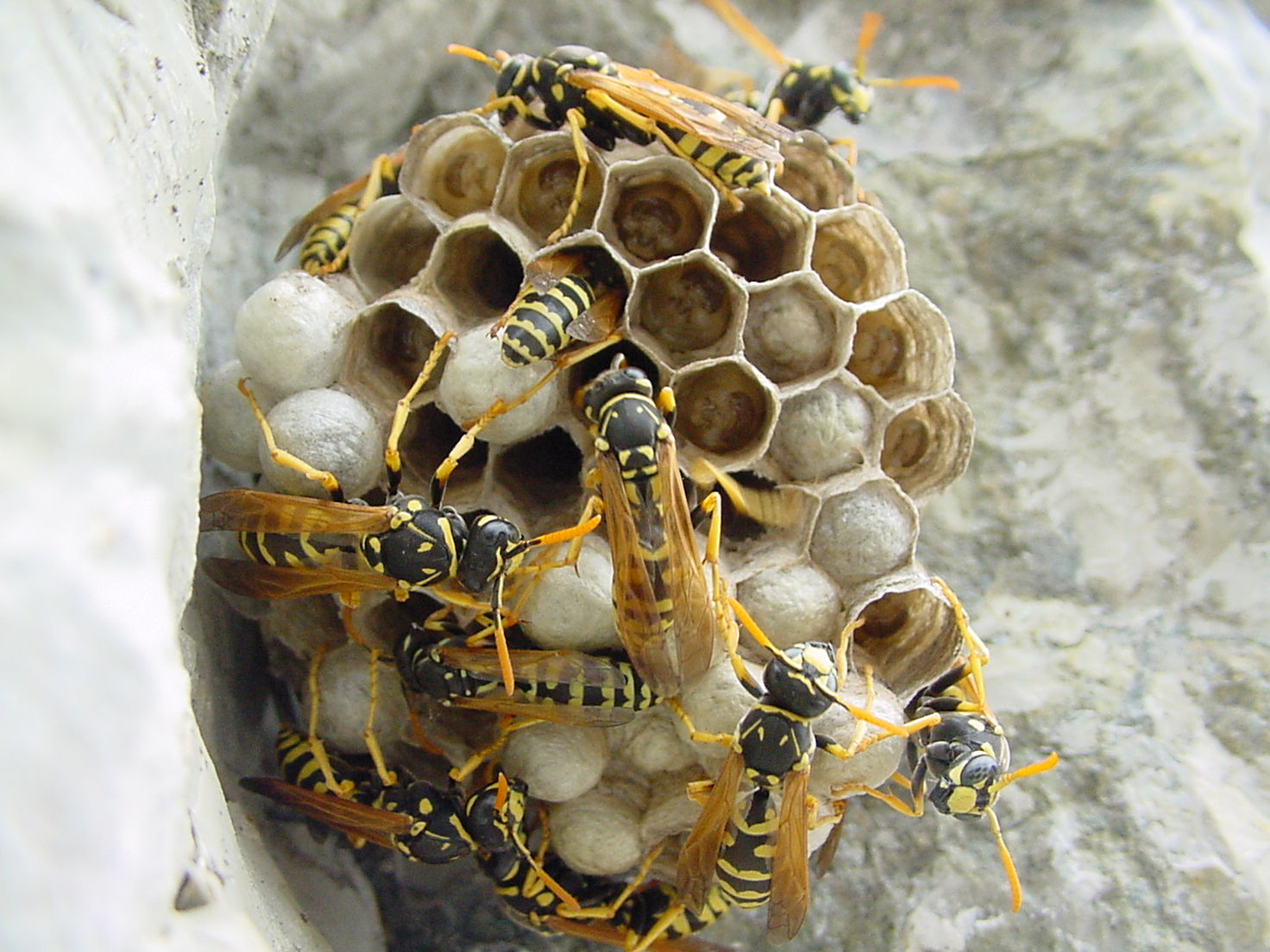
Cuib de Polistinae

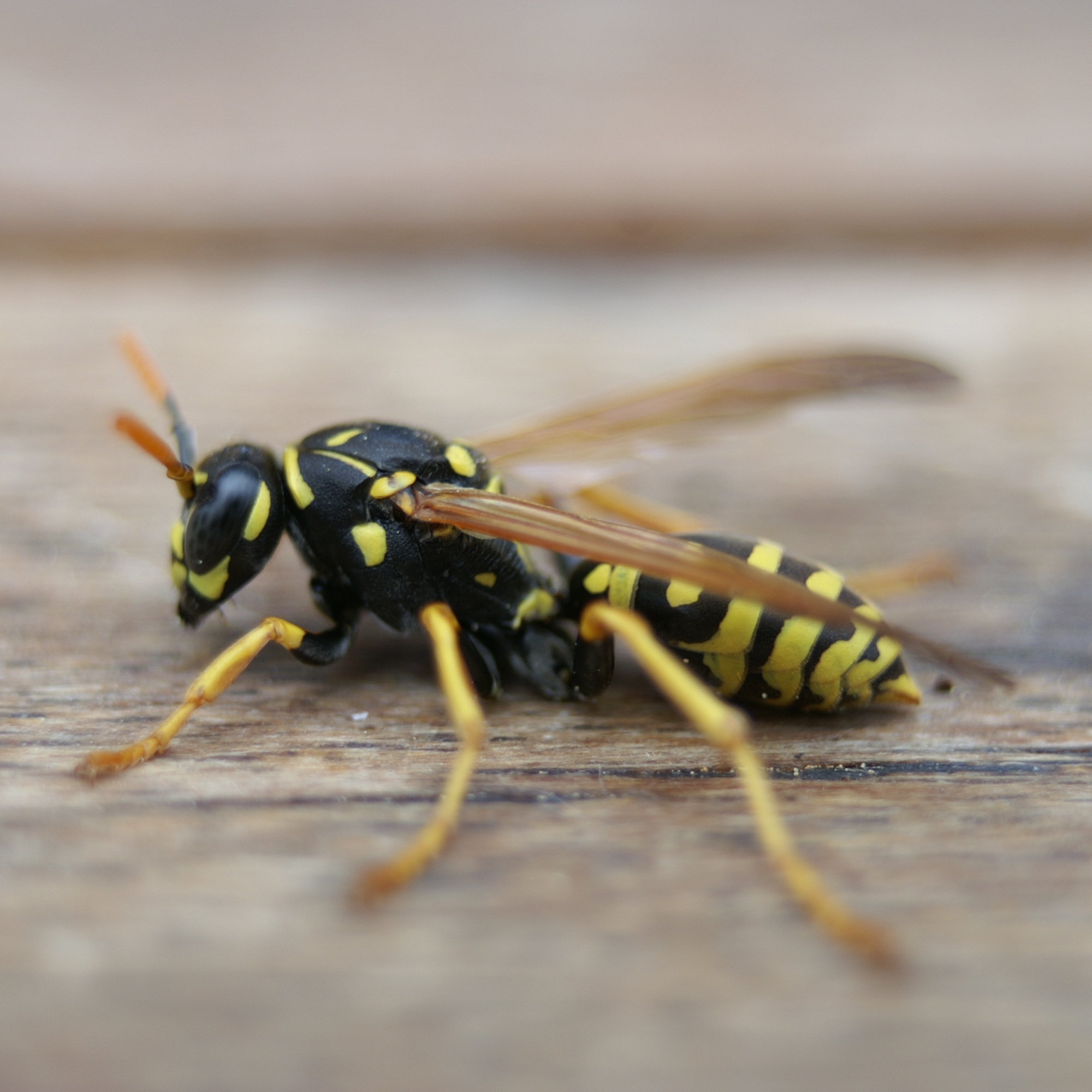
Viespe galez

- Tribus Epiponini
  - specia Agelaia
  - specia Angiopolybia
  - specia Apoica
  - specia Brachygastra
  - specia Chartergus
  - specia Epipona
  - specia Metapolybia
  - specia Parachartergus
  - specia Polybia
  - specia Protonectarina
  - specia Protopolybia
  - specia Synoeca
- Tribus Mischocyttarini
  - specia Mischocyttarus
- Tribus Polistini
  - specia Polistes
    - Polistes dominula
    - Polistes nimpha
    - Polistes bischoffi
    - Polistes fuscatus
- Tribus Ropalidiini
  - specia Belonogaster
  - specia Icaria
  - specia Parapolybia
  - specia Polybioides
  - specia Ropalidia